# Kongeedderfugl
Kongeedderfugl (Somateria spectabilis) er en fugleart blandt de egentlige andefugle. Den yngler cirkumpolart i små søer på tundraen nær kysterne af det nordlige Nordamerika, Europa og Asien. En del af bestanden overvintrer ud for Sydgrønland, mens en anden del opholder sig langs Nordnorges kyster og videre østover til Hvidehavet.